# رئیس ستاد کل بریتانیا
رئیس ستاد کل بریتانیا (انگلیسی: Chief of the General Staff) یا رئیس ستاد کل نیروی زمینی بریتانیا ارشدترین جایگاه عملیاتی در نیروی زمینی بریتانیا است، که فرماندهی و کنترل نیروهای زمینی این کشور را برعهده دارد. رئیس ستاد کل بریتانیا توسط نخست‌وزیر بریتانیا منصوب می‌شود و به رئیس ستاد دفاع بریتانیا گزارش می‌دهد. این جایگاه نخستین بار در سال ۱۹۰۴ مورد استفاده قرار گرفت و نخستین رئیس ستاد کل؛ ژنرال نویل لیتلتون بود. از ژوئن ۲۰۲۴ ارتشبد رولند واکر ریاست ستاد کل بریتانیا را برعهده دارد.

## فرماندهان
| ر.                  | تصویر                                      | نام                                                                | آغاز تصدی       | پایان تصدی      | طول دوران      | منبع                 |
| رئیس ستاد کل        | رئیس ستاد کل                               | رئیس ستاد کل                                                       | رئیس ستاد کل    | رئیس ستاد کل    | رئیس ستاد کل   | رئیس ستاد کل         |
| ------------------- | ------------------------------------------ | ------------------------------------------------------------------ | --------------- | --------------- | -------------- | -------------------- |
| ۱                   | نویل لیتلتون                               | ژنرال نویل لیتلتون (۱۹۳۱–۱۸۴۵)                                     | ۱۲ فوریه ۱۹۰۴   | ۲ آوریل ۱۹۰۸    | ۴ سال، ۵۰ روز  | [ ۱ ]                |
| ۲                   | ویلیام گوستاووس نیکلسون، بارون اول نیکلسون | فیلد مارشال ویلیام گوستاووس نیکلسون، بارون اول نیکلسون (۱۹۱۸–۱۸۴۵) | ۲ آوریل ۱۹۰۸    | ۲۲ نوامبر ۱۹۰۹  | ۱ سال، ۲۳۴ روز | [ ۲ ]                |
| رئیس ستاد کل سلطنتی |                                            |                                                                    |                 |                 |                |                      |
| ۲                   | ویلیام گوستاووس نیکلسون، بارون اول نیکلسون | فیلد مارشال ویلیام گوستاووس نیکلسون، بارون اول نیکلسون (۱۹۱۸–۱۸۴۵) | ۲۲ نوامبر ۱۹۰۹  | ۱۵ مارس ۱۹۱۲    | ۲ سال، ۱۱۴ روز | [ ۳ ]                |
| ۳                   | جان دنتون پینکستون فرنچ                    | فیلد مارشال جان دنتون پینکستون فرنچ (۱۹۲۵–۱۸۵۲)                    | ۱۵ مارس ۱۹۱۲    | ۶ آوریل ۱۹۱۴    | ۲ سال، ۲۲ روز  | [ ۴ ]                |
| ۴                   | چارلز ویتینگهام هورسلی داگلاس              | ژنرال چارلز ویتینگهام هورسلی داگلاس (۱۹۱۴–۱۸۵۰)                    | ۶ آوریل ۱۹۱۴    | ۲۵ اکتبر ۱۹۱۴ † | ۲۰۲ روز        | [ ۵ ]                |
| ۵                   | جیمز ولف موری                              | سپهبد جیمز ولف موری (۱۹۱۹–۱۸۵۳)                                    | ۲۵ اکتبر ۱۹۱۴   | ۲۶ سپتامبر ۱۹۱۵ | ۱ سال، ۱۵۴ روز | [ ۶ ]                |
| ۶                   | آرچیبالد موری                              | سپهبد آرچیبالد موری (۱۹۴۵–۱۸۶۰)                                    | ۲۶ سپتامبر ۱۹۱۵ | ۲۳ دسامبر ۱۹۱۵  | ۸۸ روز         | [ ۷ ]                |
| ۷                   | ویلیام رابرت رابرتسون، بارونت اول          | ژنرال ویلیام رابرت رابرتسون، بارونت اول (۱۹۳۳–۱۸۶۰)                | ۲۳ دسامبر ۱۹۱۵  | ۱۹ فوریه ۱۹۱۸   | ۲ سال، ۵۸ روز  | [ ۸ ]                |
| ۸                   | هنری هیوز ویلسون                           | فیلد مارشال هنری هیوز ویلسون (۱۹۲۲–۱۸۶۴)                           | ۱۹ فوریه ۱۹۱۸   | ۱۹ فوریه ۱۹۲۲   | ۴ years        | [ ۹ ]                |
| ۹                   | فردریک رودولف لمبارت، دهمین ارل کاوان      | فیلد مارشال فردریک رودولف لمبارت، دهمین ارل کاوان (۱۹۴۶–۱۸۶۵)      | ۱۹ فوریه ۱۹۲۲   | ۱۹ فوریه ۱۹۲۶   | ۴ years        | [ ۱۰ ]               |
| ۱۰                  | جورج فرانسیس میلن، بارون اول میلن          | فیلد مارشال جورج فرانسیس میلن، بارون اول میلن (۱۹۴۸–۱۸۶۶)          | ۱۹ فوریه ۱۹۲۶   | ۱۹ فوریه ۱۹۳۳   | ۷ years        | [ ۱۱ ]               |
| ۱۱                  | آرچیبالد آرمار مونتگومری-ماسینگبرد         | فیلد مارشال آرچیبالد آرمار مونتگومری-ماسینگبرد (۱۹۴۷–۱۸۷۱)         | ۱۹ فوریه ۱۹۳۳   | ۱۵ مه ۱۹۳۶      | ۳ سال، ۸۶ روز  | [ ۱۲ ]               |
| ۱۲                  | سیریل دوورل                                | فیلد مارشال سیریل دوورل (۱۹۴۷–۱۸۷۴)                                | ۱۵ مه ۱۹۳۶      | ۶ دسامبر ۱۹۳۷   | ۱ سال، ۲۰۵ روز | [ ۱۳ ]               |
| ۱۳                  | جان ورکر، ششمین ویسکونت گورت               | ژنرال جان ورکر، ششمین ویسکونت گورت (۱۹۴۶–۱۸۸۶)                     | ۶ دسامبر ۱۹۳۷   | ۳ سپتامبر ۱۹۳۹  | ۱ سال، ۲۷۱ روز | [ ۱۴ ]               |
| ۱۴                  | ادموند آیرونساید                           | ژنرال ادموند آیرونساید (۱۹۵۹–۱۸۸۰)                                 | ۴ سپتامبر ۱۹۳۹  | ۲۶ مه ۱۹۴۰      | ۲۶۶ روز        | [ ۱۵ ]               |
| ۱۵                  | جان گریر دیل                               | فیلد مارشال جان گریر دیل (۱۹۴۴–۱۸۸۱)                               | ۲۶ مه ۱۹۴۰      | ۲۵ دسامبر ۱۹۴۱  | ۱ سال، ۲۱۳ روز | [ ۱۶ ]               |
| ۱۶                  | آلن فرانسیس بروک                           | فیلد مارشال آلن فرانسیس بروک (۱۹۶۳–۱۸۸۳)                           | ۲۵ دسامبر ۱۹۴۱  | ۲۵ ژوئن ۱۹۴۶    | ۴ سال، ۱۸۲ روز | [ ۱۷ ]               |
| ۱۷                  | برنارد مونتگومری                           | فیلد مارشال برنارد مونتگومری (۱۹۷۶–۱۸۸۷)                           | ۲۶ ژوئن ۱۹۴۶    | ۱ نوامبر ۱۹۴۸   | ۲ سال، ۱۲۹ روز | [ ۱۷ ] [ ۱۸ ]        |
| ۱۸                  | ویلیام جوزف اسلیم                          | فیلد مارشال ویلیام جوزف اسلیم (۱۹۷۰–۱۸۹۱)                          | ۱ نوامبر ۱۹۴۸   | ۱ نوامبر ۱۹۵۲   | ۴ years        | [ ۱۹ ]               |
| ۱۹                  | آلن فرانسیس هاردینگ                        | فیلد مارشال آلن فرانسیس هاردینگ (۱۹۸۹–۱۸۹۶)                        | ۱ نوامبر ۱۹۵۲   | ۲۹ سپتامبر ۱۹۵۵ | ۲ سال، ۳۳۲ روز | [ ۲۰ ]               |
| ۲۰                  | جرالد تمپلر                                | فیلد مارشال جرالد تمپلر (۱۹۷۹–۱۸۹۸)                                | ۲۹ سپتامبر ۱۹۵۵ | ۲۹ سپتامبر ۱۹۵۸ | ۳ years        | [ ۲۱ ]               |
| ۲۱                  | فرانسیس ووگان فستینگ                       | فیلد مارشال فرانسیس ووگان فستینگ (۱۹۷۶–۱۹۰۲)                       | ۲۹ سپتامبر ۱۹۵۸ | ۱ نوامبر ۱۹۶۱   | ۳ سال، ۳۳ روز  | [ ۲۲ ]               |
| ۲۲                  | ریچارد آمیات هال                           | ژنرال ریچارد آمیات هال (۱۹۸۹–۱۹۰۲)                                 | ۱ نوامبر ۱۹۶۱   | آوریل ۱۹۶۴      | ۲ سال و ۵ ماه  | [ ۲۳ ] [ ۲۴ ] [ ۲۵ ] |
| رئیس ستاد کل        |                                            |                                                                    |                 |                 |                |                      |
| ۲۲                  | ریچارد آمیات هال                           | فیلد مارشال ریچارد آمیات هال (۱۹۸۹–۱۹۰۲)                           | آوریل ۱۹۶۴      | ۸ فوریه ۱۹۶۵    | ۱۰ ماه         | -                    |
| ۲۳                  | آرچیبالد جیمز هالکت کسلز                   | فیلد مارشال آرچیبالد جیمز هالکت کسلز (۱۹۹۶–۱۹۰۷)                   | ۸ فوریه ۱۹۶۵    | ۱ مارس ۱۹۶۸     | ۳ سال          |                      |
| ۲۴                  | جفری هاردینگ بیکر                          | فیلد مارشال جفری هاردینگ بیکر (۱۹۸۰–۱۹۱۲)                          | ۱ مارس ۱۹۶۸     | ۱ آوریل ۱۹۷۱    | ۳ سال، ۳۱ روز  | [ ۲۶ ] [ ۲۷ ] [ ۲۸ ] |
| ۲۵                  | مایکل پاور کارور                           | فیلد مارشال مایکل پاور کارور (۲۰۰۱–۱۹۱۵)                           | ۱ آوریل ۱۹۷۱    | ۱۹ ژوئیه ۱۹۷۳   | ۲ سال، ۱۰۹ روز | [ ۲۹ ]               |
| ۲۶                  | پیتر مروین هانت                            | ژنرال پیتر مروین هانت (۱۹۸۸–۱۹۱۶)                                  | ۱۹ ژوئیه ۱۹۷۳   | ۱۵ ژوئیه ۱۹۷۶   | ۲ سال، ۳۶۲ روز | [ ۳۰ ]               |
| ۲۷                  | رولند کریستوفر گیبز                        | فیلد مارشال رولند کریستوفر گیبز (۲۰۰۴–۱۹۲۱)                        | ۱۵ ژوئیه ۱۹۷۶   | ۱۴ ژوئیه ۱۹۷۹   | ۲ سال، ۳۶۴ روز | [ ۳۱ ] [ ۳۲ ]        |
| ۲۸                  | ادوین برامال                               | فیلد مارشال ادوین برامال (۲۰۱۹–۱۹۲۳)                               | ۱۴ ژوئیه ۱۹۷۹   | ۱ اوت ۱۹۸۲      | ۳ سال، ۱۸ روز  | [ ۳۳ ] [ ۳۴ ] [ ۳۵ ] |
| ۲۹                  | جان ویلفرد استانیر                         | فیلد مارشال جان ویلفرد استانیر (۲۰۰۷–۱۹۲۵)                         | ۱ اوت ۱۹۸۲      | ۲۸ ژوئیه ۱۹۸۵   | ۲ سال، ۳۶۱ روز | [ ۳۶ ] [ ۳۷ ] [ ۳۸ ] |
| ۳۰                  | نایجل بگنال                                | فیلد مارشال نایجل بگنال (۲۰۰۲–۱۹۲۷)                                | ۲۸ ژوئیه ۱۹۸۵   | ۱۰ سپتامبر ۱۹۸۸ | ۳ سال، ۴۴ روز  | [ ۳۹ ]               |
| ۳۱                  | جان لیون چاپل                              | فیلد مارشال جان لیون چاپل (۲۰۲۲–۱۹۳۱)                              | ۱۰ سپتامبر ۱۹۸۸ | ۱۴ فوریه ۱۹۹۲   | ۳ سال، ۱۵۷ روز | [ ۴۰ ]               |
| ۳۲                  | پیتر اینگه، بارون اینگه                    | ژنرال پیتر اینگه، بارون اینگه (۲۰۲۲–۱۹۳۵)                          | ۱۴ فوریه ۱۹۹۲   | ۱۵ مارس ۱۹۹۴    | ۲ سال، ۲۹ روز  | [ ۳۶ ] [ ۴۱ ] [ ۴۲ ] |
| ۳۳                  | چارلز رونالد لولین گاتری                   | ژنرال چارلز رونالد لولین گاتری (زادهٔ ۱۹۳۸)                         | ۱۵ مارس ۱۹۹۴    | ۳ فوریه ۱۹۹۷    | ۲ سال، ۳۲۵ روز | [ ۴۲ ] [ ۴۳ ]        |
| ۳۴                  | راجر نیل ویلر                              | ژنرال راجر نیل ویلر (زادهٔ ۱۹۴۱)                                    | ۳ فوریه ۱۹۹۷    | ۱۷ آوریل ۲۰۰۰   | ۳ سال، ۷۴ روز  | [ ۴۴ ] [ ۴۵ ]        |
| ۳۵                  | مایکل جان داوسون واکر                      | ژنرال مایکل جان داوسون واکر (زادهٔ ۱۹۴۴)                            | ۱۷ آوریل ۲۰۰۰   | ۱ فوریه ۲۰۰۳    | ۲ سال، ۲۹۰ روز | [ ۴۶ ] [ ۴۷ ] [ ۴۸ ] |
| ۳۶                  | مایکل دیوید جکسون                          | ژنرال مایکل دیوید جکسون (۲۰۲۴–۱۹۴۴)                                | ۱ فوریه ۲۰۰۳    | ۲۹ اوت ۲۰۰۶     | ۳ سال، ۲۰۹ روز | [ ۴۹ ]               |
| ۳۷                  | ریچارد دانت                                | ژنرال ریچارد دانت (زادهٔ ۱۹۵۰)                                      | ۲۹ اوت ۲۰۰۶     | ۲۸ اوت ۲۰۰۹     | ۲ سال، ۳۶۴ روز | [ ۵۰ ] [ ۵۱ ]        |
| ۳۸                  | دیوید جولیان ریچاردز                       | ژنرال دیوید جولیان ریچاردز (زادهٔ ۱۹۵۲)                             | ۲۸ اوت ۲۰۰۹     | ۱۵ سپتامبر ۲۰۱۰ | ۱ سال، ۱۸ روز  | [ ۵۲ ] [ ۵۳ ]        |
| ۳۹                  | پیتر آنتونی وال                            | ژنرال پیتر آنتونی وال (زادهٔ ۱۹۵۵)                                  | ۱۵ سپتامبر ۲۰۱۰ | ۵ سپتامبر ۲۰۱۴  | ۳ سال، ۳۵۵ روز | [ ۵۴ ]               |
| ۴۰                  | نیکلاس پاتریک کارتر                        | ژنرال نیکلاس پاتریک کارتر (زادهٔ ۱۹۵۹)                              | ۵ سپتامبر ۲۰۱۴  | ۱۱ ژوئن ۲۰۱۸    | ۳ سال، ۲۷۹ روز | [ ۵۵ ]               |
| ۴۱                  | مارک کارلتون اسمیت                         | ژنرال مارک کارلتون اسمیت (زادهٔ ۱۹۶۴)                               | ۱۱ ژوئن ۲۰۱۸    | ۱۳ ژوئن ۲۰۲۲    | ۴ سال، ۲ روز   | [ ۵۶ ]               |
| ۴۲                  | پاتریک سندرز                               | ژنرال پاتریک سندرز (زادهٔ ۱۹۶۶)                                     | ۱۳ ژوئن ۲۰۲۲    | ۱۵ ژوئن ۲۰۲۴    | ۲ سال، ۲ روز   | [ ۵۷ ]               |
| ۴۳                  | رولند واکر                                 | ژنرال رولند واکر (زادهٔ ۱۹۷۰)                                       | ۱۵ ژوئن ۲۰۲۴    | متصدی           | ۱ سال، ۳۸ روز  |                      |